# Церква святого Михаїла (Велика Вишенька)
Церква св. Архистратига Михаїла — пам'ятка сакральної архітектури першої половини XX століття, розстріляна церква в колишньому селі Велика Вишенька (або «Вишенька Велика» на польський манір), тепер — територія Яворівського військового полігону, що у Яворівському районі Львівської області. Церква була побудована у 1927 році і зруйнована в 1940 з приходом радянської влади.

## Історія
Напередодні Другої світової війни село Велика Вишенька (пол. Wiszenka Wielka) населяло близько 5000 мешканців. Поселення було великим — потребувало великого храму, будівництво якого було завершене у 1927 році на місці більш давньої дерев'яної церкви. Парох храму отець Омелян Радзикевич особисто очолив проєкт побудови церкви. Храм був освячений у 1927 році за участі митрополита Андрея Шептицького.
Церква проіснувала лише 13 років. Після вторгнення СРСР до Польщі у 1939 році та анексії західноукраїнських земель, нова радянська влада вирішила розширити наявний неподалік військовий полігон Війська Польського до площі 42 тисяч га (найбільшого у Європі) за рахунок навколишніх поселень, в тому числі Великої Вишеньки. Під час розширення полігону звідси були примусово депортовані 125 тис. мешканців сіл, які знаходились на цій території, зникло з лиця землі більш, ніж 170 сіл та хуторів, 12 церков та каплиць, 2 костели, 14 цвинтарів, сотні культурних та історичних пам'яток. Виселення мешканців з земель проводилось в Південну Бессарабію (сучасний південь Одеської області) в колишні німецькі села, в меншій мірі людей перекидали в Запорізьку і Дніпропетровську область. Особливо непокірних чекала дорога до Сибіру. З часом люди поверталися до рідних, цілком зруйнованих осель, копати землянки, відбудовуватися. Але в 1950-му прийшла друга хвиля депортації.
У 1940 році почалась депортація і мешканців Великої Вишеньки. В тому ж році храм св. Михаїла було зруйновано. Його використовували як мішень для стрільби танків, бронетранспортерів і гармат. Знищення церкви відбувалось особливо цинічно. Після перших попадань снарядів і руйнувань куполів, на їх місце ставились картонні імітації і по них стріляли знову.
Стрілянина по церкві припинилася після проголошення незалежності України у 1991 році. Відтоді церква стоїть у руїнах, від неї залишився по суті один каркас з деякими елементами оздоблення. Поряд із храмом, через сучасну дорогу, є залишки цвинтаря. Сьогодні існують ініціативи зі збереження вцілілої частини зруйнованого храму та перетворення його у пам'ятник репресій комуністичного режиму. Раз на рік тут проводяться богослужіння в пам'ять про депортованих.
На стінах храму є залишки розписів які, однак не є автентичними. У 2012 році тут проводилися зйомки фільму «Поводир». Для декорацій руїн на їх стіни були нанесені кілька розписів, які після завершення зйомок так і залишилися.

## Фотогалерея

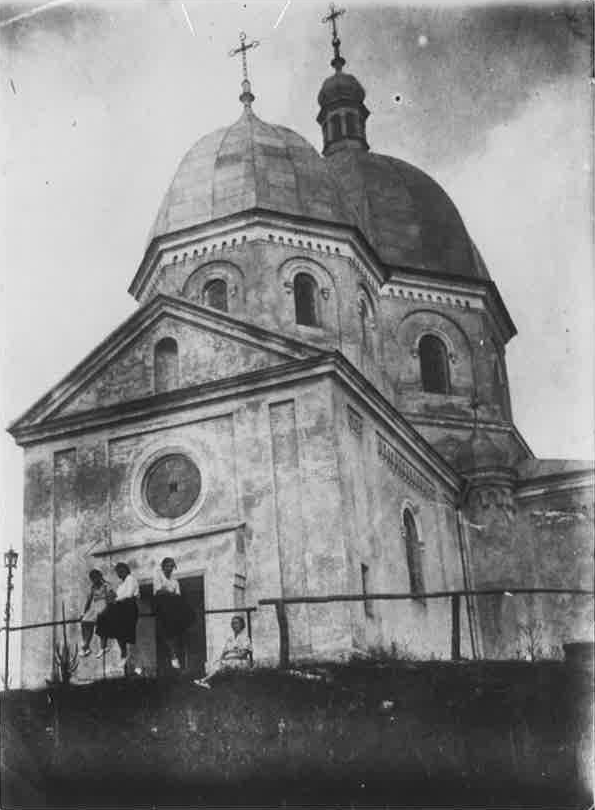
Фасад церкви до зруйнування, фотографія 1937 або 1938 року.
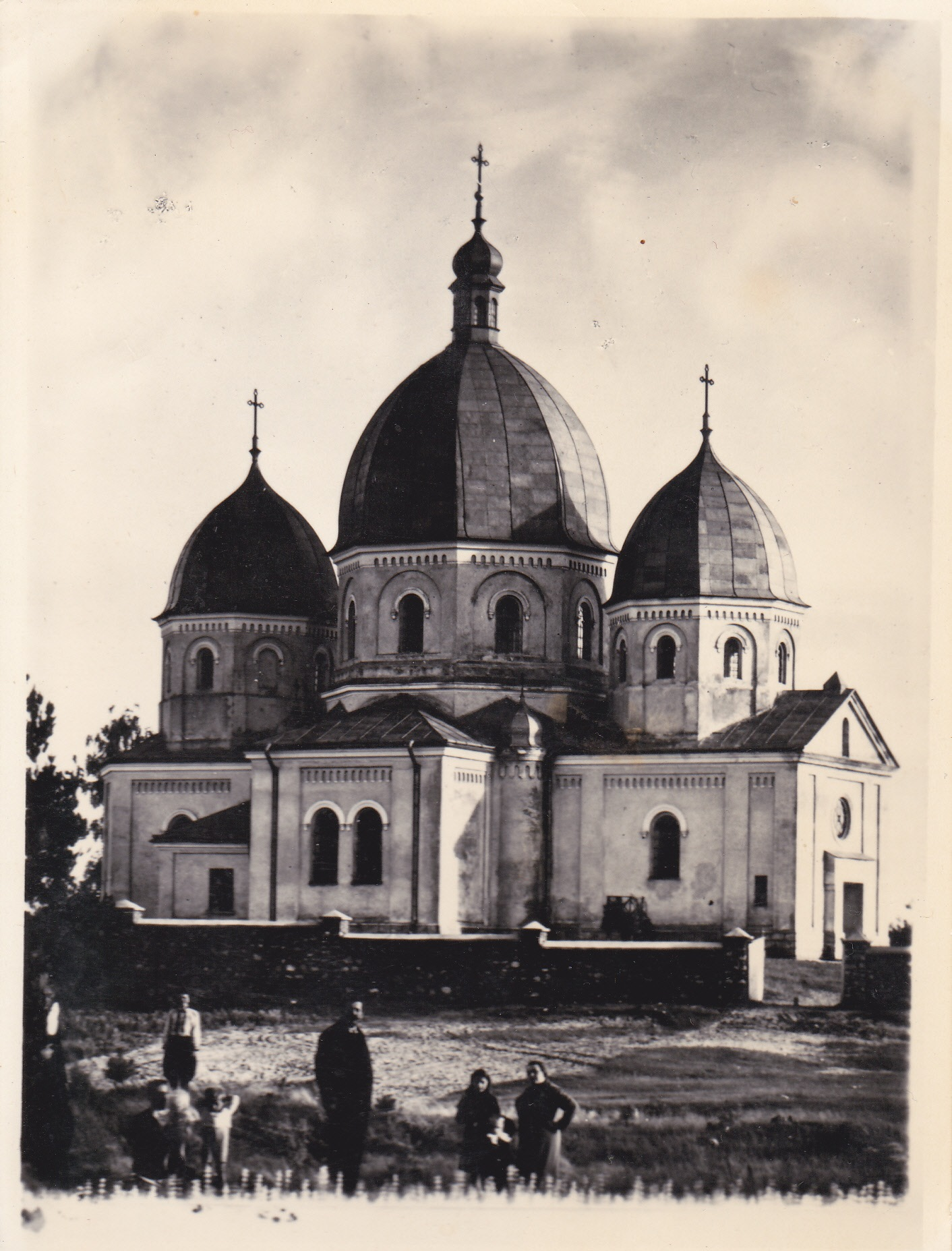
Вигляд церкви св. Михаїла з північного боку, рік невідомий.
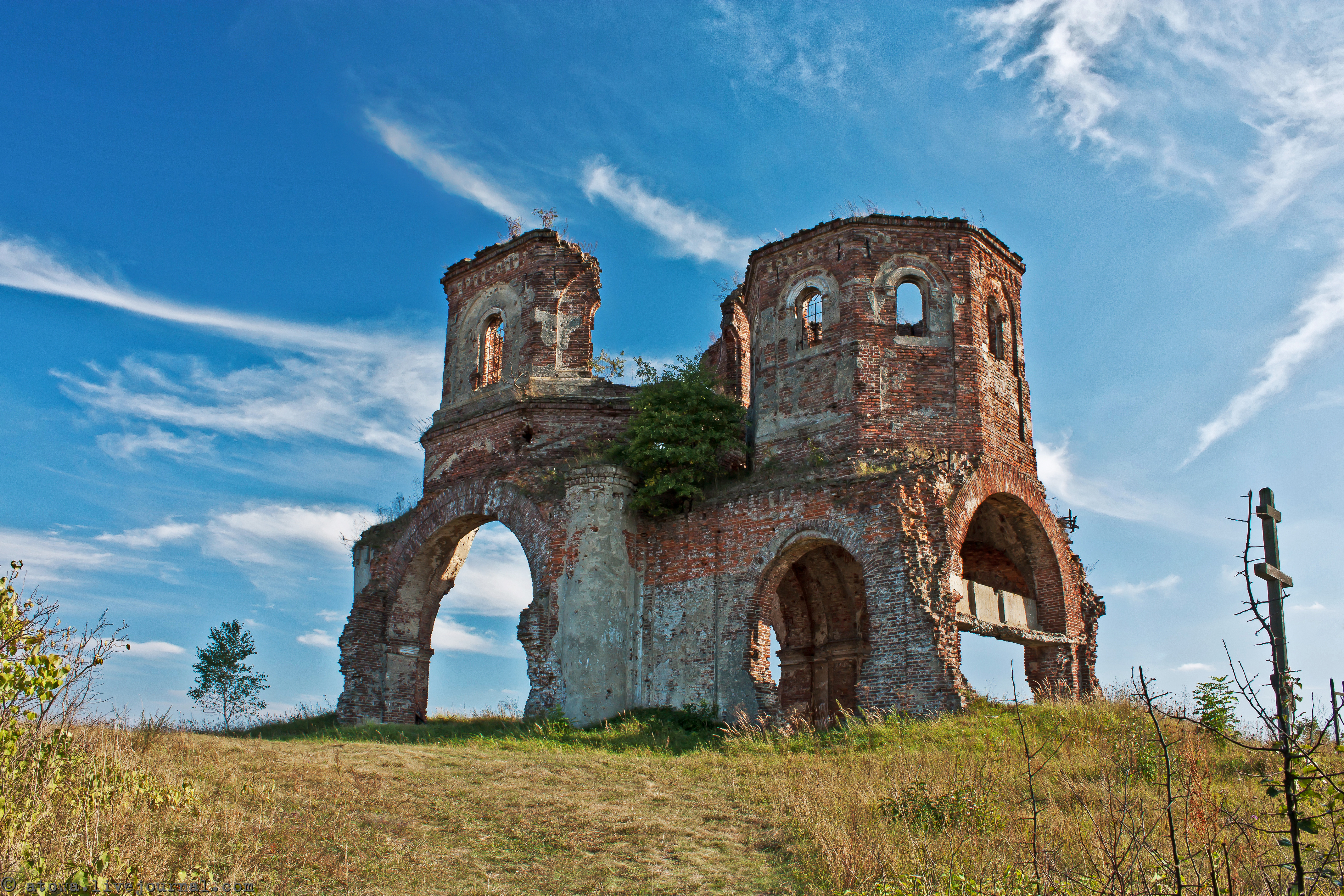
Руїни церкви св. Михаїла - вигляд з північного боку (2012).
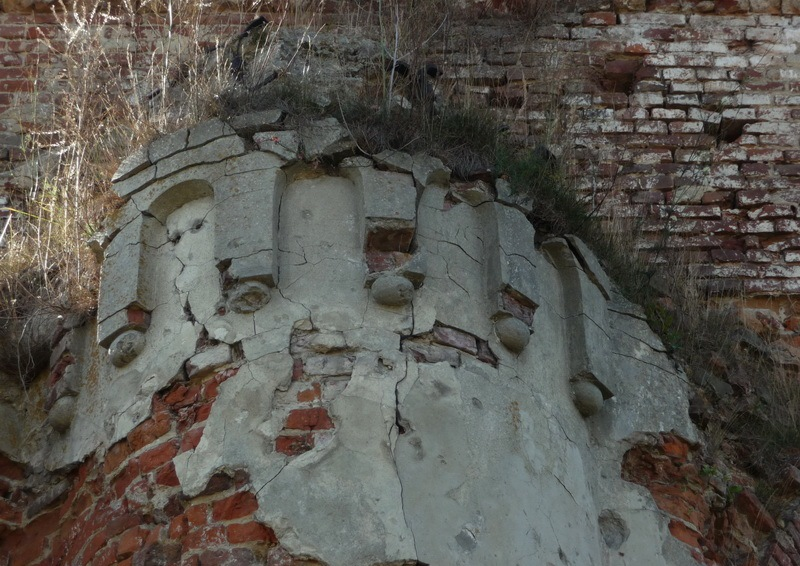
Залишки автентичного оздоблення екстер'єру (2012).